# Elmer (Missouri)
Elmer – miasto w Stanach Zjednoczonych, w stanie Missouri, w hrabstwie Macon.